# Mycetophylax
Mycetophylax é um gênero de insetos, pertencente a família Formicidae.

## Espécies
- Mycetophylax conformis (Mayr, 1884)
- Mycetophylax morschi (Emery, 1888)
- Mycetophylax simplex (Emery, 1888)